# キボガ県
キボガ県（キボガけん、英: Kiboga District）は、ウガンダの首都カンパラと北西のアルバート湖の中間に広がる地方自治体LC5。ホイマ幹線道路上、首都100 - 200km圏内にあり、傘下に2つの地方LC4、14の自治体LC3を抱える（県庁所在地はキボガ町）。農業生産高（放牧、食用作物、木炭）、与党NRM支持基盤、開発の遅れで知られる。「キボガ」は、現地の言葉で大きなキャベツを意味し、ガンダ族はチボガと発音する。

## 地理
キボガ県はウガンダ中部、ガンダ王国に属し、県庁所在地キボガ町は、首都カンパラから120km（北緯0.5度 東経31.5度）に位置する。東にナカセケ県、北にマシンディ県・ホイマ県、西にキバレ県、南にムベンデ県・ミティアナ県と接する。

県の面積は4045.5平方kmで、192,860haの農地、40,283haの樹林、1,612haの森林保護区などからなる。県全体としては、海抜1,000 - 1,400mの丘陵地帯にあるが、南・西部の起伏をもつ山がちの地形、北部の大規模農地が続くサバンナ平原、東部の放牧地と変化に富む地形を有する。一年のうち130日ほどは降雨があり、年間降水量は500 - 1,300mm、小雨季3 - 5月と大雨季8 - 11月およびその間の2つの乾季により、二期作が可能な地域である。
キボガ東（1町6郡）：キボガ町、ブコメロ郡、ルワマタ郡、チビガ郡、ムワンガ郡、カペケ郡、ドワニロ郡
キボガ西（7郡）：ントゥエトゥエ郡、ブテンバ郡、ンサンビヤ郡、ワットゥバ郡、ムラジ郡、チャンクワンズ郡、ガヤザ郡。ただし、2010年7月チャンクワンズ県誕生の際、県庁所在地ブクイリ（ブテンバ郡）およびントゥエトゥエは、町に昇格予定。

### 行政
キボガ県傘下に、（2地方）1町13郡83地区528村の地方自治体LCがある。県議会は28人の各郡代表議員（男女1名ずつ）により、郡議会は各地区代表（男女各1名ずつ）で構成される。ただし、教育レベルなど適材確保が難しいため、複数の郡や地区を兼任する議員もある。県行政長官CAOの下に公共サービスが敷かれ、2,676人の公務員（うち1,624人は教員）が働いている。

### 地域集会施設
コミュニティセンターがントゥエトゥエとチビガ両郡にあるのみである。

## 歴史
1991年にムベンデ県シンゴ地方から県として独立して誕生した（当初は1町5郡、すなわちキボガ町、チビガ、ントゥエトゥエ、ブコメロ、ブテンバの各郡）。現在は1町13郡によって構成される。2010年7月には西半分がチャンクワンズ県として独立する予定。

## 人口
キボガ県の人口は、2002年統計によると230,000程度で、2006年に270,000に達したと推計される。増加率4.1%、出生率7.4%（全国平均3.5%）とされるが、国内移民を多く抱えるため、郡によって状況は異なる。各郡の人口は以下の通り。
- キボガ町 11,956
- ブコメロ郡 18,222
- ントゥエトゥエ郡 24,700
- ルワマタ郡 20,644
- ブテンバ郡 23,928
- ンサンビヤ郡 26,283
- チビガ郡 20,010
- ムラジ郡 10,949
- カペケ郡 11,106
- チャンクワンズ郡 9,534
- ドワニロ郡 10,819
- ワットゥバ郡 14,868
- ムワンガ郡 12,710
- ガヤザ郡 10,313
- 計 229,472

国内でも有数の広大かつ肥沃な土地が残るため、各地方からの国内移民が多く居住している。したがって、ガンダ族は過半数を占めておらず、移民は共通語ガンダ語とは別の家庭言語を使用する。出身地によるおおまかな移入先は以下の通り。
- ニョロ族（ホイマ付近）: ンサンビヤ、ブテンバ、チャンクワンズ郡
- アンコレ族（ンバララ付近）: ドワニロ、カペケ、ルワマタ、チャンクワンズ、ブテンバ、ンサンビヤ郡
- ルル族（西ナイル付近）: ドワニロ、カペケ郡
- チガ族（カバレ付近）: ンサンビヤ、ガヤザ、ントゥエトゥエ郡
- ソガ族（イガンガ付近）: ンサンビヤ、ブテンバ郡
- ルワンダ・ツチ族: チャンクワンズ、カペケ、ルワマタ、ドワニロ、ンサンビヤ郡

県民の34.2%は県外出身で、乾季には放牧のために、ンバララ、ムベンデ、マシンティ、ナカセケ各県からの移住傾向がみられ、土地所有権の侵害や治安悪化などの問題もある。

## 生活

### 住居
谷間の低地に密集した居住地域をもつキボガ町、ブコメロ村、ルワマタ村以外は、道沿いに家の建ち並ぶ形式が一般的で、そのほか散在形式をもつブコメロ、チャンクワンズ、カペケ、ドワニロ各郡の放牧地がある。都市化は進んでおらず、人口の94.2%は村落部に居住する。キボガ町では人口密度92人/平方kmのところ、過疎地域ではわずか7人/平方kmである。建物の67%は移住を見越した一時的な家屋で、村落部では定住型のものが全体のわずか10%、町では59%となっている。また、50%の家屋が土壁を使用し、54%が屋根をトタンで、44%が草で、77%の床が三和土で造られている。

### 道路
キボガ県は、110kmの幹線（県LC5同士を結ぶ）と560kmの支線（郡LC3同士を結ぶ）を管轄している。カンパラ＝ホイマ幹線は、2007年にスターリング（本社イタリア）によるコンクリート道路建設が完了し、特に商業面で都市部へのアクセスに多大な貢献をした。郡はコミュニティ道路（地区LC2同士を結ぶ）の責任を負っており、さらに地区・村LC1単位で家庭道路が補修される。人口のほとんどは徒歩で移動するが、3分の1の家庭は自転車を所有している。農産物を運搬する際は、バイクタクシーに依頼するか、近所の自転車を共有している。

### 通信
ラジオ放送網は人々に大変身近な通信手段である。キボガ東は中部のCBS、ラジオシンバ、キャピタル、KFM、ラジオキボガを,キボガ西は西部のラジオホイマ、ブニョロ、キタラ、リバティ、ラジオキボガを受信できる。一方、テレビ放送網はほとんど普及していない。また、電線は主要幹線とントウェトゥエ線沿いのみである。頻繁な停電、高い使用料から、村落部での使用率はわずか3%である。代わりとして、一般家庭の85%は灯油ランプを使用している。
携帯電話普及率はにわかに上昇しており、MTN,ZAIN,ウガンダテレコム、ワリッド/オレンジが参入している。なお、固定電話はこれら携帯電話ネットワークを使用しており、非常に少ない。

### 福祉・衛生
41の医療機関の内、公立は34ある。内訳は病院が1、第4級医療施設が2、第3級が43、第2級が25ある。これらの等級は地方自治体の規模と一致しており、全ての郡に第3級、地区に第2級医療施設が設置されることになっているが、実際には第2級は58不足しており、既存の医療施設も人員・設備両面で不十分である。なお、ブコメロおよびントゥエントゥエ郡はキボガ東・西の中心として第4級が置かれている。
統計によれば、人口の70%は公立医療機関から5キロ圏内に住んでいる。また、76%の乳幼児がジフテリア予防接種を受けている。数々のNGOが医療サービスの改善に介入しているが、薬品切れ、医療従事者の未熟さと怠慢、および汚職など、住民は満足な治療を受けられないため、傷病はしばしば放置され、手遅れになることもままある。
県内には、132の保護水源、149の深井戸、224の浅井戸、48の重力落下式給水口があり、キボガ町には日本政府支援による10の給水設備がある。安全な水（自宅から2キロ以内の水源）は人口の52%（全国平均60%）が享受しているとされる。しかし、特に放牧地にあるンサンビヤ、チャンクワンズ、カペケ、ドワニロ各郡では、軒並み20%にとどまっている。この地域に関しては、水源の乏しい地域であるため、深井戸か谷間の掘削による簡易ダムで問題解決を図る手はずである。
キボガ県は全体的に貧困地域として知られている。これは、非教養、大家族、不健康などの指標に表れている。64.4%の県民は貧困線以下の暮らしを強いられ、（英語）識字率は55%（全国平均65%）にとどまっている。平均寿命は46.7歳（全国平均59歳）で、全国ワースト6位に甘んじている。5歳以下男児の44%、女児の26%は栄養失調で、乳幼児死亡率は128/1000である。また、出生率は7.4%と非常に高く、子沢山である。妊婦死亡率も650/100,000と高い一方、避妊具の使用率は20%にとどまっている。公立医療機関での出産は60%（助産師1人に対し189人の妊婦）で、それ以外のほとんどが伝統産婆に、一部は単独で行われる。疾病による死亡例の38%はマラリア熱、15%は流感、7%は腸管寄生虫、7%は肺炎、4%は性感染症が原因で死亡する。医療機関の人員は規定の51%で、1060人の妊婦を1人の助産師が、6730人の住民を1人の看護師が診る計算になる。

### 信仰
39.5%の住民はプロテスタント（英国派）、34.4%はカトリック、12.1%はイスラム教を信仰している。再臨派は主に、ルワンダ系、フンビラ族に多い。新生・ペンテコステ派は目を見張る広がりを見せている。

### 文化遺産
ドワニロ郡ムイェンジェの巨大ムエソゲーム板、ルワマタ郡の戦死者慰霊塔、ムトゥクラ湖、ナカイラ蒸気、ブテンバ郡の旧ニョロ王墓地、チャンクワンズ郡のガンダ王別邸、ムワンガ郡のチブーカ神の金槌、チブララ神社、ビッコ丘などが、旅行業開発の可能性として考えられている。

## 経済

### 土地利用
大まかに分けると、幹線道路を隔てて東西が、それぞれ放牧、農業に利用されている。キボガ県は年間1,200mmの降水量に恵まれ、気温も14.4 - 31.5度と、穏やかである。このことから、82.4%もの住民が農業に従事しており、そのうち94%は食用作物の栽培、53%が家畜飼育で生計を立てている。34万haの耕作可能な土地のうち、19万ha (60%) が農地として開墾されている。一方、多くの住民が農地欠乏を理由に森林を切り開いており、森林保護区への侵入（伐採、炭焼き、放牧）の問題が後を絶たない。土壌肥沃度は全体的に落ちてきている。農家の労働力と所有権は限られているため、自給的農業がほとんどだが、唯一ンサンビヤ郡は、10エーカーを超える商業農業が営まれる。主要な作物として、コーヒー、メイズ、バナナ、さつまいも、じゃがいも、豆、キャッサバなどが挙げられるが、近年コーヒー、バナナは土壌、圃場管理（病害）の問題から減少傾向にある。家畜はキボガ県の税収を支えており、県内には240,000頭の牛が飼育されているとされる。農業関連産業は製粉・精米、牛乳冷却、採石にとどまっている。
90%の住民は農業により生計を立てており、5%が公務員、5%が民間による。農業は自営業であり、収穫後処理施設も数少ないため、正式な就業機会（地方自治体、公立施設、民間団体）は非常に少ない。平均年収は330ドル（月収200,000シリング）だが、この数字は収入の多い牛飼家庭に支えられており、村落部の実際の生活状況はそれに及ばない。

### 金融
センテナリー銀行、スタンビック銀行、貸し付けのためにフィンカ、エクイティなどが機能している。スタンビック銀行は、主に公務員によって使われており、そのほかの市民はセンテナリーを好んで使う模様である。マイクロクレジットを称する銀行は、どこも高い利子を請求するため、その役割を果たしていない。